# Laura Høgh Faurskov
Laura Høgh Faurskov (født 29. november 2002) er en kvindelig dansk fodboldspiller, der spiller angreb for KoldingQ i Gjensidige Kvindeligaen, samt klubbens U/18-hold og tidligere Danmarks U/17-fodboldlandshold. Hun har tidligere og optræder stadig for KoldingQ U/18-hold i U18 DM-ligaen, men har også spillet flere kampe for klubbens ligahold, samt en enkelt scoring.

## Karriere

### Landshold
Hun deltog ved U/17-EM i fodbold for kvinder 2019 i Bulgarien, hvor holdet dog ikke nåede videre fra gruppespillet. Faurskov spillede officielt to kampe ved EM-turneringen. Hendes første indkaldelse til U/17-landsholdet var den 12. september 2018, mod Finland U/17 i Eerikkilä, Finland, hvor hun blev skiftet ind i 86' minut som indskiftning for Emilie Prüsse. Hun har officielt spillet 8 U-landskampe, senest i maj 2019.